# Los Laureles, Guerrero
Los Laureles är en ort i Mexiko.   Den ligger i kommunen Técpan de Galeana och delstaten Guerrero, i den södra delen av landet, 300 km sydväst om huvudstaden Mexico City. Los Laureles ligger 28 meter över havet och antalet invånare är 229.
Terrängen runt Los Laureles är kuperad åt nordost, men åt sydväst är den platt. Havet är nära Los Laureles åt sydväst.  Närmaste större samhälle är San Luis de La Loma, 19,4 km sydost om Los Laureles. 